# Aquil·lesaure
L'aquil·lesaure (Achillesaurus, "llangardaix d'Aquil·les) és un gènere de dinosaure teròpode alvarezsàurid que va viure al Cretaci superior (Santonià) en el que avui en dia és Argentina.